# Cruce

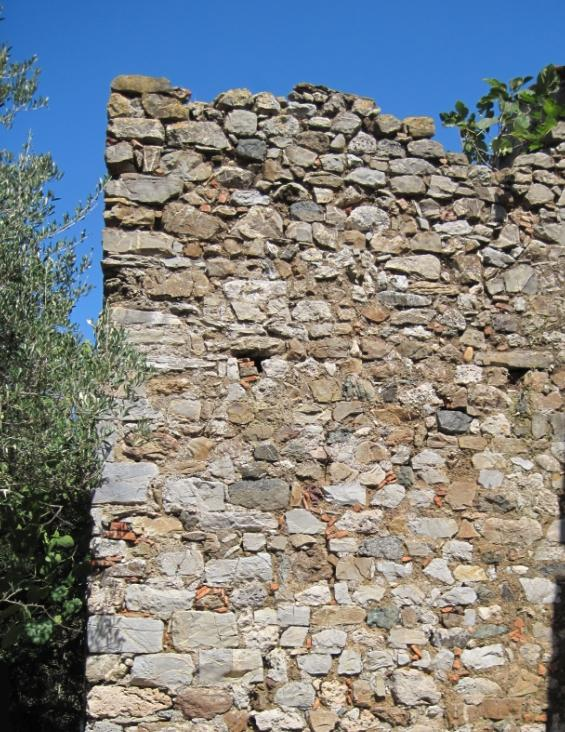
Parete meridionale della Chiesa di San Felice a Croce

Cruce era un abitato medievale dell'isola d'Elba, oggi nel territorio comunale di Porto Azzurro.

## Documenti
L'abitato, oggi del tutto scomparso, è attestato da tre documenti del 1168, del 1203 e del 1235; in quest'ultimo, l'abate del Monastero di San Felice a Vada cedeva in enfiteusi alla Pieve dei Santi Giovanni e Michele di Capoliveri la Chiesa di San Felice di Croce con i suoi beni, in cambio di un canone annuo d'otto libbre di denari pisani («...ecclesiam Sancti Felicis de Cruce insule Ilbe cum domibus, casalinis et terris...»). Nella stessa pergamena viene ricordata la popolazione dell'abitato di Croce («...populo de Cruce...») e lo stesso insediamento («...villa de Cruce...»).
Nel 1361 la Chiesa di San Felice viene più volte ricordata dalle Possessiones Hospitalis Sancti Iacopi de Rio Ylbe, in Spedali riuniti di Santa Chiara di Pisa, n. 2043 (Archivio di Stato di Pisa).
Oggi la località è chiamata San Felo (evidente corruzione di San Felice, dal latino Felix nella forma del nominativo, già presente in documenti del XIV secolo come San Fele) e sono ancora visibili i ruderi della Chiesa di San Felice (XII secolo) (42°47′26.21″N 10°24′42.94″E), consistenti nelle due pareti della navata, dal XIX secolo inglobata per metà in una casa colonica, e in un piccolo resto murario dell'abside.
Il nome Croce è rimasto nel toponimo Costa di Croce che indica un vicino pendio montano.
Nello stesso sito, sul finire del XIX secolo, fu rinvenuta un'oinochoe a figure rosse del gruppo Populonia Torcop, datata al IV secolo a.C. ed oggi conservata nel Museo Civico Archeologico di Portoferraio.